# ادمی طلوع
ادمی طلوع (به لاتین: Adami Tullu) در اتیوپی است که در منطقه اورومیا واقع شده‌است.

## خصوصیات
ادمی طلوع ۹٬۰۳۴ نفر جمعیت دارد و ۱٬۶۳۶ متر بالاتر از سطح دریا واقع شده‌است.